# Hallingeberg
Hallingeberg — метеорит-хондрит масою 1456 грам.